# Off With their Heads
Off With their Heads, abrégé OWTH, est un groupe américain de punk hardcore, originaire de Minneapolis, dans le Minnesota. Depuis leur formation, ils ont souvent changé de musiciens de tournée, car les membres du groupe tournaient souvent avec d'autres groupes. Le chanteur/guitariste Ryan Young a noté que le fait d'avoir des musiciens différents aide le groupe à rester actif.

## Histoire
Selon le site web de No Idea, le groupe avait prévu de sortir The '69 Sound, une deuxième collection de singles sur split vinyle. Cependant, cette idée a depuis été réfuté par No Idea, qui a commenté en disant que « ça n'arrivera jamais ».
Le 10 septembre 2008, Off With their Heads a publié un clip vidéo pour Fuck this, I'm Out. À la fin de l'année 2009, le groupe est choisi comme l'un des « 50 artistes émergents » du magazine Beyond Race dans sa liste des « 50 groupes émergents », ce qui leur a valu une place dans le numéro 11 de la publication (avec Bodega Girls et J. Cole en couverture), ainsi que des questions-réponses exclusives pour le site du magazine.
En février 2010, Off With their Heads annonce sa signature avec Epitaph, avec un nouvel album prévu pour le 1er juin de la même année. Après que Ryan Young a souffert d'une dépression nerveuse, le groupe abandonne une tournée canadienne avec The Flatliners à la fin de 2013. Le groupe a pris un temps prolongé de tournée et n'a joué que des spectacles sporadiques au cours de 2014, revenant plus tard sur la route en 2015.
En 2016, Ryan Young et Polydoros se lancent dans une tournée acoustique en soutien à leur album acoustique Won't Be Missed. En août 2019, le groupe sort son quatrième album studio Be Good et une tournée nationale suit, dont de nombreuses dates ont été annulées en raison de la pandémie de Covid-19 en 2020. Le groupe annonce en mai 2020 qu'en raison de la pandémie de Covid-19, il ne donnerait plus de concerts en 2020. En mai 2020, le groupe sort son deuxième album acoustique Character qui contient d'anciennes et de nouvelles chansons d'Off With their Heads ainsi que des reprises interprétées par un lineup OWTH à nouveau modifié. En 2023, le groupe sera en tournée avec le groupe canadien Single Mothers,

## Discographie

### Albums studio
- 2008 : From the Bottom
- 2010 : In Desolation
- 2013 : Home
- 2016 : Won't Be Missed (album acoustique)
- 2019 : Be Good (2019)[9]
- 2020 : Character (album acoustique)
- 2022 : Calm / Collected

### EP et singles
- 2003 : Fine Tuning the Bender
- 2004 : To Hell With this and All of You
- 2006 : Hospitals
- 2006 : High Fives for the Rapture
- 2006 : Art of the Underground
- 2010 : Trying to Breathe
- 2010 : I Will Follow You

### Flexi singles
- 2014 : Harsh Realm (Laura Jane Grace cover)
- 2014 : Communist Daughter (Neutral Milk Hotel cover)
- 2015 : On The Attack (Langhorne Slim and the Law cover)
- 2015 : Sorrow (Bad Religion cover)
- 2016 : Broken Songs (Jim Ward cover)
- 2016 : Theme Song (Acoustic)
- 2017 : Wonder Beer (Naked Raygun Cover Featuring Deadaires)
- 2018 : Straight to Hell (Hank III cover)
- 2018 : Why Do We (Samiam cover)
- 2019 : Stay With Me (The Dictators cover)
- 2020 : My Own Summer/Shove It (Deftones cover)

### Albums live
- 2008 : Insubordination Fest 2008
- 2009 : Live at the Atlantic Series: Vol. Two
- 2011 : Jump Start Records Live: Volume 4 (Digital Exclusive)
- 2018 : Live from the Rock Room (Vinyl Exclusive)
- 2020 : Don't Tell Me How To
- 2020 : Live Dec 9th 2017

### Splits
- 2006 : J Church
- 2007 : Blotto
- 2007 : Practice
- 2007 : Four Letter Word
- 2007 : Dear Landlord
- 2007 : Dukes of Hillsborough
- 2007 : The Measure [SA]
- 2007 : Tiltwheel Split
- 2007 : Small Pool Records 4 Way Split Series Vol. 1
- 2009 : Under the Influence Lemuria
- 2010 : Detournement
- 2010 : No Friends
- 2011 : Riverboat Gamblers et Dead to Me
- 2012 : Discharge
- 2013 : Morning Glory
- 2017 : Crusades

### Compilations
- 2007 : All Things Move Toward their End
- 2020 : Password is Password (compilation de reprises sur flexi-disc)[10]